# 安東尼奧·巴雷卡
安東尼奧·巴雷卡（義大利語：Antonio Barreca；1995年3月25日—）是一位意大利足球運動員，場上司职后卫，現效力於意乙球隊蘇迪路 。